# Madeira laminada cruzada

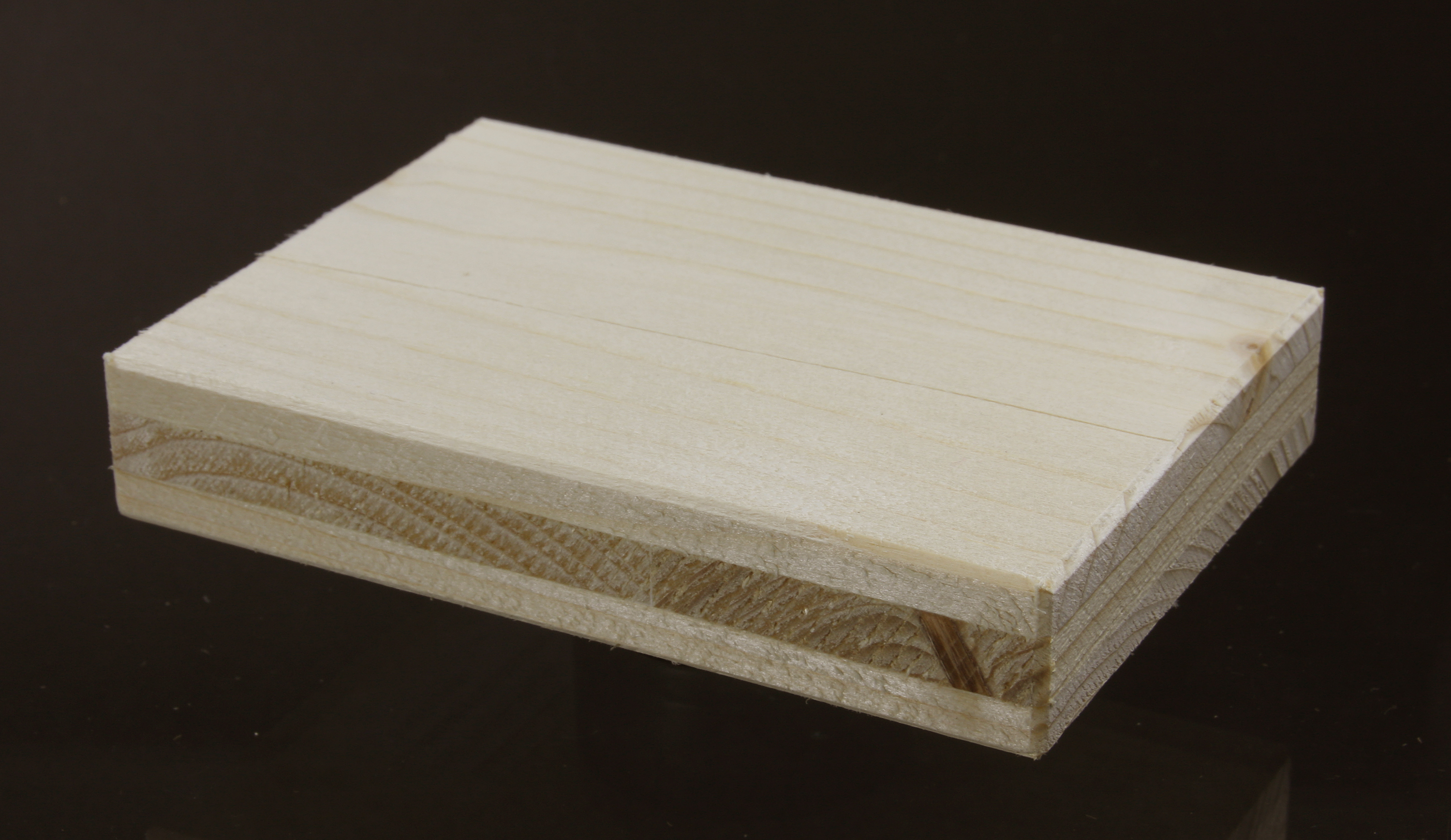
Placa de madeira laminada cruzada.

A madeira laminada cruzada, também conhecida pela sigla CLT (de Cross-laminated timber), é um tipo de produto estrutural de madeira que compreende várias camadas de madeiras, dimensionada colada, tal como a madeira laminada colada, porém, diferente desta, cada tábuas ou lamela é orientada perpendicularmente à anterior. Essa orientação garante maior rigidez estrutural para a CLT em ambas as direções, tal qual uma chapa de compensado, mas com componentes mais espessos, resistindo melhor a tração e compressão. Além disso, sua produção não requer a queima de combustíveis fósseis e é feita geralmente de madeira de reflorestamento, sendo considerada um material mais sustentável que o concreto armado e o aço.

## História
Existem estudos de que placas de madeira laminada colada cruzada já tinham sido estudadas em 1908 por Schuchow e Kalep.
A estrutura básica da CLT é similar a dos compensados. A grande novidade da CLT foi a capacidade de se produzir painéis colados de grandes dimensões e espessuras. Os engenheiros alemães Dröge e Stoy cunharam o termo alemão pra madeira laminada cruzada, “Brettsperrholz”, em 1981, e a tecnologia da CLT teve seu desenvolvimento inicial primeiramente na Alemanha, Áustria e Suíça. A partir desse desenvolvimento e aceitação então a madeira volta a ser um opção viável para obras em escala maior. A primeira estrutura em CLT, uma pequena residência, foi em 1993. Em 2000 o termo é traduzido em inglês por Schickhofer e Hasewend como “Cross-Laminated Timber", de onde deriva a sigla CLT.

## Uso

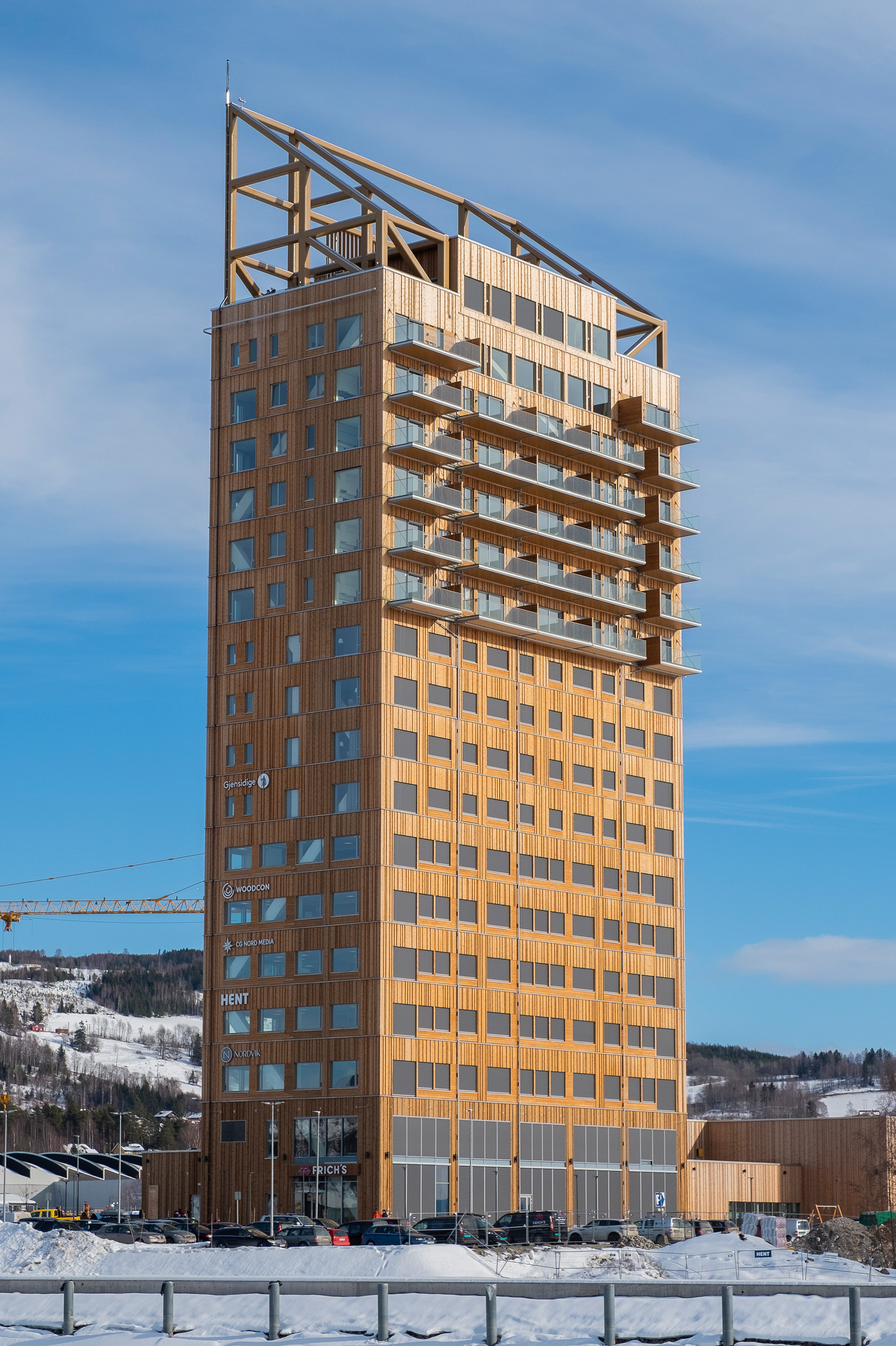
Mjøstårnet, edifício construído com madeira laminada.

Inicialmente usado para apoio na construção civil de alvenaria, como formas para concretagem de pontes ou mesmo como bases para tratores em terrenos instáveis, a CLT mostrou potencial para construções de pequeno porte devido a aparência e boa resistência. A madeira pode ser funcionar nas paredes, pisos, mobiliários, forros e telhados, podendo ser adaptada a demandas de cada projeto. Geralmente os painéis de CLT são montados e cortados no próprio fornecedor, com apenas a montagem realizada no canteiro de obras. A CLT também apresenta boas características térmicas e até mesmo na resistência ao fogo.
Apesar disso, a madeira laminada cruzada também tem desvantagens, como no desempenho acústico. Além disso, pode ter custo mais elevado em relação a outras formas de construção mais populares, especialmente em regiões em que a CLT ainda não é tão conhecida.
Na Europa a madeira laminada cruzada concorre de igual pra igual com o concreto armado, aço e alvenaria no mercado de edifícios multifamiliares, tendo uma alta velocidade de montagem e mais limpeza no canteiro. A CLT tem potencial em edifícios médios, de 8 a 12 andares - mas há até mesmo arranha-céus construídos com partes em CLT.